# Halicarnàs

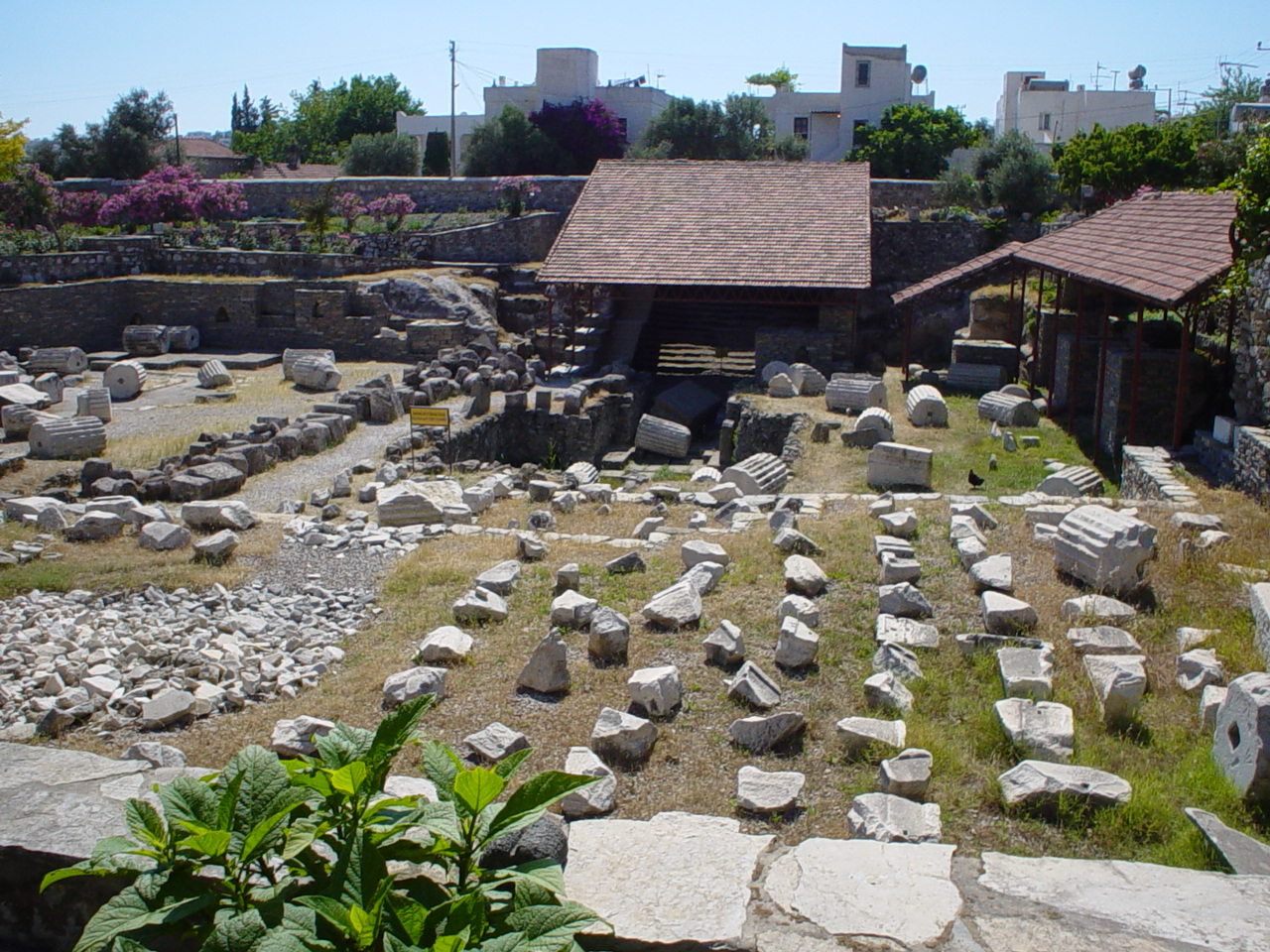
Les runes del Mausoleu de Maussol, una de les Set Meravelles del Món, Bodrum.

Halicarnàs (llatí: Halicarnassus, grec antic: Ἁλικαρνασσός) era una antiga ciutat grega a la costa de l'Àsia Menor (a Cària), al golf Ceràmic (mar Egea), corresponent a l'actual Bodrum.

## Història
Va ser una colònia de la ciutat de Trezè (a l'Argòlida) fundada circa l'any 1000 aC. Era una de les ciutats que van constituir l'Hexàpolis dòrica i les altres eren Cnidos, Cos, Ialis (Ialysos), Lindos i Camiros. Estava situada a l'istme de Zefírion (llati Zephyrium) i inicialment es va dir Zefíria (Zephyria). La ciutat tenia almenys dues o tres fortaleses quasi impossibles de conquerir, i la principal era Salmacis, situada en una roca a la part nord de la ciutat, segons Flavi Arrià i Diodor de Sicília, que diuen que tenia una font amb una aigua que atacava els nervis. Una altra era Arconnesos, suposadament en una illa enfront del port (avui Orak Ada). A més d'un gran port, amb molls a cada costat, hi havia un port més petit al sud-est.

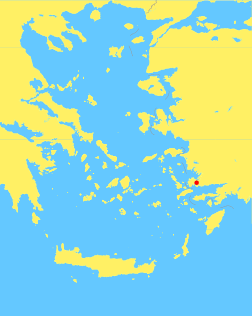
Localització d'Halicarnàs.

A causa d'un conflicte religiós, les altres cinc ciutats la van excloure de la Lliga Dòrica segurament cap al segle vii aC, segons diu Heròdot. Es va esdevenir que un esportista d'Halicarnàs, de nom Agasicles, va retenir el trofeu que havia guanyat en uns Jocs dedicats a Apol·lo, en comptes de dedicar-lo al déu, tal com era tradicional. La lliga va passar a anomenar-se Pentàpolis dòrica. Al segle vi aC, el regne de Lídia la va sotmetre, i la va mantenir fins que va caure i va passar a Pèrsia, segurament l'any 546 aC. A començaments del segle v aC, amb la revolta de Jònia, es va independitzar, però es va haver de sotmetre altre cop a Pèrsia cap al 494 aC, si bé va conservar la seva autonomia interna i la seva prosperitat i força; en aquests anys, depenia del sàtrapa de Sardes o Lídia. Ligdamis I va assolir la tirania el 494 aC; la seva vídua (o filla) Artemísia I la Valenta va lluitar al costat de Xerxes en la batalla de Salamina. Ligdamis va ser nomenat sàtrapa de Cària (satrapia de vegades independent i d'altres era una sub-satrapia de Lídia) i els seus descendents van governar tota Cària, amb una certa independència de Pèrsia fins que el 386 aC, els perses en van assolir un domini més directe; el sàtrapa o sobirà més conegut va ser Mausol, que va traslladar la capital de Milàs a Halicarnàs. La seva dona i germana, Àrtemis II de Cària, li va erigir un monument funerari que ha donat nom a aquestes edificacions per la seva esplendidesa, conegut com a Mausoleu d'Halicarnàs, que era considerat una de les set meravelles del món antic.
La dinastia grega de Cària, tot i que va imposar l'hel·lenisme i la llengua grega, va romandre fidel als perses. Quan Alexandre el Gran hi va arribar, una reina, de nom Ada, resistia a la fortalesa d'Alinda en el bàndol favorable als perses que, encapçalat per son germà Pixòdar, l'havia deposat un parell d'anys després de la mort del seu marit Idreos, mort potser el 344 aC o 343 aC, i que continuava en el poder sota el sàtrapa Orontobates de Cària, un noble persa gendre de Pixòdar. Ada va acollir Alexandre i fins i tot el va voler adoptar com a fill. Els macedonis van derrotar Orontobates i després el seu successor Memnó de Rodes, un grec al servei de Pèrsia, i van restablir com a reina Ada l'any 333 aC, càrrec que va mantenir fins al 326 aC. Més tard Halicarnàs va ser assetjada i destruïda i els habitants es van refugiar a l'acròpoli de Salmacis, que els assaltants van incendiar. La ciutat no es va recuperar d'aquesta destrucció, tot i que va poder ser reconstruïda aviat. En endavant, només se'n va parlar en relació amb el Mausoleu.
Després de la mort d'Alexandre, va ser governada per Assandre, sàtrapa de Cària fins al 305 aC, quan va passar a Antígon el borni. L'any 301 aC, derrotat i mort Antígon, va passar a Pleistrac fins al 294 aC, quan va esdevenir base naval dels làgides d'Egipte. El 272 aC, va passar als selèucides i, sota el seu govern, se sap que es va mantenir dins d'una lliga que continuava la Lliga Cària. L'any 189 aC, pel tractat d'Apamea, va passar a Roma, i sota la seva sobirania era una ciutat lliure i més tard es va convertir en colònia romana; el 88 aC, Mitridates VI Eupator, rei del Pont la va ocupar breument, i després va continuar en mans de Roma i l'Imperi Romà d'Orient fins al 1071, quan va caure en mans dels turcs seljúcides; el soldà Mehmet va permetre als cavallers de Rodes ocupar la ciutat on van construir un castell, el castell de Sant Pere, que encara es conserva i amb les seves torres és el símbol de la moderna ciutat de Bodrum. El 1522, va passar a sobirania otomana quan Solimà el magnífic va conquerir l'illa de Rodes. Sembla que, llavors, era anomenada Petrion (probablement pel nom del castell) i els otomans la van convertir en Bodrum.
Actualment, encara se'n conserven les antigues muralles, unes restes del mausoleu (a l'est de Salmacis) i algunes fonts. El temple d'Afrodita, considerat un dels més bonics de l'antiguitat, no s'ha conservat. Algunes escultures trobades a la ciutat turca actual de Bodrum, se suposa que decoraven el mausoleu, i són avui dia al Museu Britànic.
A la ciutat hi van néixer Heròdot i Dionís d'Halicarnàs.